# Pelope (re di Sparta)
Pelope (in greco antico: Πέλοψ?, Pélops; 210 a.C. circa – Sparta, 199 a.C.) fu l'ultimo re di Sparta della dinastia euripontide e in assoluto.
Salì al trono da bambino alla morte del padre Licurgo nel 211 a.C. e regnò fino al 206 a.C.. Fu ucciso dal tiranno Nabide nel 199 a.C.

## Biografia
Pelope è stato il trentunesimo ed ultimo re della dinastia euripontide. Regnò da solo in quanto il padre Licurgo nel 215 a.C. aveva deposto ed esiliato il collega Agesipoli III della dinastia Agìade.
Pelope ascese al trono a pochi anni di età alla morte del padre Licurgo (211 a.C.), ma il governo della città fu esercitato prima dal suo tutore, il tiranno Macanida, poi, a partire dal 207 a.C. da Nabide, che aveva preso il controllo della città alla morte di Macanida in battaglia.
L'anno successivo (206 a.C.), tuttavia, Nabide depose il giovane re proclamandosi a sua volta sovrano, anche se le fonti antiche lo chiameranno sempre "tiranno".
Nel 199 a.C. Nabide, timoroso di un eventuale tentativo di restaurazione della dinastia euripontide, si sbarazzò definitivamente del giovane re deposto, facendolo assassinare.